# Русско-германский легион (Российская империя)
Русско-германский легион (нем. Russisch-Deutsche Legion), Русско-германский легион вспомогательных войск, Российско-германский легион — особый русско-немецкий отряд, который был сформирован в 1812 году по повелению императора Александра I во время Отечественной войны.
Русско-германский легион, сыграл большую роль в освобождении Германских земель (государств), в 1813 году, от французских войск и наполеоновского господства.

## История
Мысль сформировать особый отряд из немцев была внушена Всероссийскому императору изгнанным герцогом и принцем Георгом Ольденбургским; предполагалось пополнять формирование, между прочим, перебежчиками из войск германских государств, действовавших против России, в составе Большой армии, а в случае благоприятного исхода войны с французскими агрессорами и их сателлитами, он должен был сделаться средоточием всех враждебных французам элементов в Германских землях, для восстановления их суверенитета. Основным застрельщиком вступления в Российско-германский легион выступал Эрнст Мориц Арндт, личный секретарь находящегося на русской службе Генриха фон Штейна. В 1812 году, он находился в Санкт-Петербурге, и призывал к патриотической борьбе за свободу немецких народов против французской оккупации в Германских земель.
Формирование легиона было поручено полковнику Вильгельму Д. фон Арентшильду, также организаторами легиона были Г. Ф. Штейн, И. Г. Гогель и другие. Немецких перебежчиков являлось очень мало; легион пополнялся главным образом пленными.
Пленные офицеры из немецких государств зачислялись в Русско-германский легион с сохранением прежних чинов. Предполагалось также использование добровольцев из среды немецких колонистов России, так только выходцы из Саратовской губернии, подали 271 заявление на поступление в легион, но Всероссийский император принял решение «отклонить патриотическое предложение этих колонистов», «ввиду большого количества пленных, готовых служить в германском легионе».
Легион должен был состоять из двух бригад по четыре батальона пехоты, двух полков легкой кавалерии (1-й и 2-й гусарские полки, командир 2-го полка майор Дона-Шлобиттен, Фридрих Карл Эмиль цу), артиллерийской бригады (две конные артиллерийские роты и запасной артиллерийский парк) и роты егерей.
Местом сформирования легиона стал город Ревель. К середине августа 1812 года в составе легиона было несколько сотен человек, из них В. Д. Ареншильдт создал 1-й батальон, который позднее был переброшен в Выборг. К середине октября численность легиона превысила 1 500 человек и 14 октября из Ревеля его на кораблях отправили в Борго и Ловису. К концу декабря в легионе было уже 8 733 человек, из них 50 офицеров и с началом 1813 года его начали частями перебрасывать в Восточную Пруссию.
По договору, заключённому в Петерсвальдау (в июле 1813 года), Великобритания приняла на себя содержание легиона, причём получала право использовать его по своему усмотрению; он поступил под командование генерала графа Л. Вальмодена, был присоединён к северной армии (наследного принца шведского) и участвовал в военных действиях на Нижней Эльбе. Легион состоял из русско-германской дивизии генерал-майора В. Д. Ареншильдта (две пехотных бригады по три батальона), двух кавалерийских полков, русско-немецкой артиллерийской бригады (16 орудий).
В начале войны 1815 года легион был включен в состав прусских войск и из него были сформированы два пехотных полка, один конный и две конных батареи.

## Столетие
К столетию начала формирования Российско-германский легиона, в 1912 году, усилиями российской дипломатии Германское правительство выпустило медаль. Предполагалось широкое её использование для укрепления немецко-русских отношений, однако в связи с обострением отношений между государствами было награждено всего лишь несколько человек.
- Медаль к столетию Русско-германского легиона, аверс.
- Медаль к столетию Русско-германского легиона, реверс.

## В литературе
История Русско-немецкого легиона упомянута в историческом романе писателя Мартина Зельбера (Martin Selber) «Охотники за болотами» (Die Moorjäger), изданного в Берлине, ГДР, в 1989 году.